# Pepita Padrós i Martí
Pour les articles homonymes, voir Marti.
Pepita Padrós i Martí, née à Badalone en 1952, est une archéologue catalane.

## Biographie
Elle est diplômée en philosophie et lettres de l'Université de Barcelone.
Elle commence sa carrière professionnelle au Musée de Badalone à la fin des années 70 où elle dirige le département d'archéologie, responsable de l'excavation de toutes les fouilles sur la commune de Badalone, autant de l'époque romaine que de l'ancienne Baetulo ou de la période des Ibères.
Elle prend sa retraite en 2018.
En tant qu'historienne et archéologue, elle fait partie de la Commission du patrimoine de la mairie de Badalone et de la Commission territoriale du patrimoine de Barcelone.

## Découvertes archéologiques
On lui doit notamment les études issues des travaux de la station de métro Badalona Pompeu Fabra, où elle découvre six fours garnis de 300 amphores chacun, la récupération de deux importantes mosaïques et une sculpture du dieu Bacchus, découverte sur le chantier de la déviation de l'autoroute C-31.